# Hanoi T&T Football Club
El Câu lạc bô Bóng đá Hà Nội (en vietnamita: Câu lạc bô Bóng đá Hà Nội), anteriormente conocido como Hanoi T&T, es un equipo de fútbol de Vietnam que participa en la V-League, la liga de fútbol más importante del país.

## Historia
Propiedad del Grupo T&T, el club debutó el 18 de junio de 2006 como Hanoi T&T FC. Las tres primeras temporadas de su existencia, de un equipo de jugadores en su mayoría jóvenes dirigidos por el entrenador Zhao Quang Ha (exjugador del equipo de fútbol vietnamita y el club The Cong) dirigió el equipo, y el equipo fue promovido a tres lugares consecutivos, de tercero a segundo, y finalmente al primer lugar antes de ganar el derecho a competir en la V-League 1 en 2009.

### Inicios (2006-2008)
En la primera temporada, el club Hanoi T&T se ganó el derecho a jugar en la Segunda Liga Nacional de Vietnam en 2007 tras vencer al Phu Yen por 4-3 en la tanda de penaltis de la ronda final del torneo (sin la final, el T&T Hanoi y la Military Region 9 empataron en el primer puesto).
La Segunda Liga Nacional de Vietnam constaba de 16 equipos, divididos en tres grupos regionales. El Hanoi T&T fue el único equipo de tercera que ascendió, compartiendo el Grupo A con otros 4 equipos. En la fase de grupos, tras superar con dificultades al Quang Minh DEC, el equipo se hizo con el primer puesto del grupo y alcanzó las semifinales. En semifinales, el Hanoi T&T superó al Dong Tam Long An Tile (equipo reserva de Dong Tam Long An) y se metió en la final de la Segunda División contra el Military Region 7. A pesar de perder ante el Military Region 7 en la tanda de penaltis (1-1-0) 1, 2-4 en la tanda de penaltis), el equipo consiguió el ascenso a la Primera División en 2008 como uno de los dos equipos mejor clasificados de la Segunda División.

### Llegada a la V-League  (2008-2009)
Al entrar en la V-League 2 en 2008, el club recibió una gran inversión (más de 10.000 millones de VND) con el objetivo de ascender esta misma temporada. El equipo reclutó a jugadores como el portero de la selección nacional Duong Hong Son, los exjugadores de la selección nacional Pham Nhu Thuan, Van Sy Son, el jugador de la selección nacional sub-23 Nguyen Thanh Long Giang , y varios jugadores extranjeros como los brasileños Cristiano o Cassiano.
El club empezó la V-League 2 bastante bien, aunque nunca llegó a lo más alto de la tabla, a menudo estuvo entre los 3 primeros equipos. Pero los jugadores eran todavía inexpertos y perdieron las desafortunadas victorias (dos empates en las jornadas 6 y 7). Al final de la primera vuelta de la temporada 2008, con un rendimiento estable, el Hanoi T&T se hizo con el primer puesto. El 16 de agosto de 2008, el T&T Hanoi superó al Military Region 5 con un marcador de 4-2, y el Dong Thap Rubber (rival directo del T&T Hanoi) perdió ante el Than Quang Ninh, por lo que el T&T Hanoi ascendió oficialmente a la categoría profesional de la V-League 1 2009 junto con el Military Region 4 una ronda antes.
Ya en la V-League 1 de 2009, al final de la primera vuelta, el Hanoi T&T había jugado de forma poco convincente y acabó en la parte baja de la clasificación. Para mejorar su rendimiento, el entrenador Trieu Quang Ha fue despedido junto con el presidente del club, Lam Hong Diep; en su lugar se contrató al entrenador Nguyen Huu Thang y al nuevo presidente Nguyen Quoc Hoi, miembro del consejo de administración de la empresa T&T. El club también reclutó agresivamente a jugadores extranjeros para competir por el descenso, y fichó al delantero brasileño Agostinho, cuyo contrato fue rescindido por el Hoàng Anh Gia Lai debido a infracciones disciplinarias. Gracias a los refuerzos y a la sustitución del entrenador, así como a la inversión del propietario del club, Do Quang Hien, el Hanoi T&T jugó con mucho éxito y llegó a ser candidato al campeonato de la V-League y terminaron la temporada en 4.ª posición.

### Primeros títulos y la era Phan Thanh Hung (2010-2015)
Tras dos meses de trabajo, el Hanoi T&T decidió rescindir el contrato con el estratega portugués Nicolau Barbosa Vaqueiro, porque los métodos de entrenamiento de Vaqueiro se consideraban inadecuados para los jugadores vietnamitas. La noche del 11 de enero de 2010, el club anunció repentinamente el nombramiento del segundo entrenador, Henrique Calisto, como entrenador principal, 20 días antes del comienzo de la V-League. El Hanoi T&T se proclamó campeón tras empatar a 0 contra el NaviBank Saigon en la 25.ª jornada, y concluyó la temporada de la V-League con 46 puntos, 1 punto más que el segundo clasificado, el Hai Phong Cement. El campeonato del Hanoi T&T puso fin a 12 años de sed por el título de campeón nacional de fútbol de Hanói (la última vez que un equipo con sede en Hanói ganó el campeonato nacional fue The Cong en 1998). En cuanto a la perspectiva del equipo local, el campeonato de Hanoi T&T puso fin a 26 años sin el título de campeón nacional de fútbol de Hanói (la última vez que un equipo de Hanói ganó el campeonato nacional fue la Policía de Hanói en 1984).
En la temporada 2012, el Hanoi T&T obtuvo el segundo puesto. Tras perder el campeonato ante el SHB Da Nang, Thuy, elegido del Xuan Thanh Saigon, declaró: "Hacer fútbol e invertir en fútbol cuesta mucho, pero se suprime. Todo el mundo ve que a mi equipo, el Xuan Thanh Saigon, le hacen bullying. Un equipo se abraza las piernas y el otro consigue puntos. Si golpean así, quién va a defenderse. Me tomaré un descanso y dejaré el fútbol porque este patio es tan injusto que los chicos de la VFF lo saben pero dejan que destruya.
La temporada 2013 fue la temporada en la que el Hanoi T&T se proclamó campeón antes de una ronda tras vencer por 2-1 al Dong Tam Long An. Esta es también la temporada en la que el dúo de delanteros Gonzalo y Samson jugaron de manera excelente con un total de 28 goles, ganando así juntos el título de máximo goleador.
La temporada 2014 y 2015 estuvo marcada por el ascenso de la nueva potencia Becamex Binh Duong, además fue también un período de transición en el que Duy Manh, Van Thanh o Minh Long fueron promovidos al primer equipo, coincidiendo con la marcha del portero Le Van Nghia y el centrocampista Sy Cuong.

### Nuevo nombre y más títulos (2016-2021)
La temporada 2016 de la V-League 1 fue testigo de muchas fluctuaciones del Hanoi T&T al cambiar dos veces de entrenador. La primera vez fue justo una semana antes de la temporada, cuando el entrenador Phan Thanh Hung dimitió y el entrenador del equipo Hanoi sub-21 T&T en ese momento, Pham Minh Duc, fue seleccionado para reemplazarlo. Sin embargo, después de que el entrenador Pham Minh Duc comenzó la temporada con resultados muy decepcionantes cuando sólo ganó 1 punto después de los primeros 4 partidos y se clasificó en la parte inferior de la tabla. El 17 de marzo de 2016, el equipo de la camiseta púrpura decidió traer asistente Chu Dinh Nghiem para hacerse cargo de la silla caliente en Hanoi T & T en lugar del entrenador Pham Minh Duc. Este cambio ayudó al equipo a mejorar por completo la forma de jugar y los resultados mejoraron notablemente y llevaron al equipo poco a poco a lo más alto de la tabla cuando al torneo sólo le quedaban 2 rondas. En la penúltima ronda y obligado a ganar para aumentar las esperanzas de campeonato, el Hanoi T&T jugó con valentía para ganar los 3 puntos contra el Than Quang Ninh con el único gol de Van Quyet. último. La victoria por 2-0 sobre el FLC Thanh Hoa, gracias al doblete de Gonzalo en la última jornada, permitió al Hanoi T&T alzarse campeón de la V-League por tercera vez, igualado a puntos y justo por encima del Hai Phong en el subíndice. Sin embargo, en la Copa Nacional, el equipo de la camiseta púrpura solo obtuvo el subcampeonato tras perder lamentablemente ante el Than Quang Ninh en el Hang Day Stadium con un marcador de 1-2.
A finales de 2016, el Hanoi T&T Club cambió su nombre por el de Hanoi Football Club. De hecho, el club con más tradición en la capital es el Hanoi Police Club, fundado en 1956 con 08 veces ganador del Campeonato Nacional y Subcampeón.
Para 2017, el Comité Popular de Hanói traspasó la gestión del estadio Hang Day al equipo de la camiseta púrpura. De cara a la temporada 2017, con el fin de mejorar la plantilla, el equipo fichó jugadores extranjeros de calidad como Moses Oloya, miembro de la Selección de Uganda o Álvaro Silva es miembro de la Selección de Filipinas junto con un muy buen equipo de jugadores y están entrando en la madurez de su carrera. Sin embargo, la temporada 2017 terminó de manera decepcionante para el equipo de la camiseta púrpura cuando sólo terminó en 3.er lugar en la general de la V-league a pesar de tener una gran ventaja cuando ganó al menos 1-0 contra el equipo. Quang Nam (el equipo que ganó el campeonato) en la penúltima ronda, pero empató 4-4 contra el Than Quang Ninh en la última jornada. En la Copa Nacional y en la Copa de la AFC, el equipo púrpura también jugó de forma decepcionante al ser eliminado en octavos de final de la Copa Nacional por el Song Lam Nghe An y quedar eliminado de la fase de grupos de la Copa AFC tras una amplia derrota por 6-2. Ceres-Negros de Filipinas.
En la temporada 2018, gracias al fuerte efecto del éxito de la selección sub-23 de Vietnam en los Juegos Asiáticos con el núcleo de jugadores del equipo de la camiseta púrpura abarcando las 3 líneas, el público de la capital se fue interesando poco a poco por el equipo. El equipo empezó con una reñida victoria por 1-0 contra Hai Phong en el campo del Hang Day y luego se impuso por 5-0 a Hoang Anh Gia Lai en un partido en el que el estadio del Hang Day alcanzó su límite de espectadores, 25.000. El equipo morado cruzó entonces la línea de meta y se coronó campeón antes de 5 jornadas con 64 puntos y 72 goles marcados. Sin embargo, la temporada 2018 terminó de forma incompleta cuando el equipo púrpura faltó a la cita con la Copa Nacional al ser empatado 0-0 por Becamex Binh Duong en Go Dau (marcador total 3-3 y el Hanoi FC fue eliminado debido a la regla de los goles fuera de casa).
En vísperas de la temporada 2019, el equipo fichó una serie de jugadores de calidad que son el portero del equipo nacional Bui Tien Dung y el delantero Pape Omar Faye del Club Thanh Hoa y el centrocampista Brandon McDonald del Penang con Después de eso, el equipo se separó de Hong Son, Duy Khanh y Van Thanh y el portero Tran Anh Duc se retiró. Se esperaba que los novatos se combinasen con la calidad del equipo para jugar competiciones continentales y ganar todos los títulos nacionales. El equipo comenzó la temporada con una victoria por 1-0 en el partido de play-off de la Liga de Campeones de la AFC 2019, para poco después ganar por 2-0 sobre Becamex Binh Duong en el partido de la Supercopa. Sin embargo, en la segunda ronda de play-off, cuando se enfrentó al club chino Shandong Taishan, el equipo de la camisa púrpura sufrió una derrota por 4-1 a pesar de tener un gol. tomó la delantera y tuvo un partido superior contra el oponente, esta derrota obligó al equipo de la camisa púrpura a jugar en la Copa AFC.
El equipo morado comenzó la V-League 2019 con una contundente victoria por 5-0 ante el Than Quang Ninh en la primera jornada de la V-league 2019. Sin embargo, el equipo tuvo una carrera por el campeonato mucho más difícil que la temporada pasada debido a las graves lesiones de los pilares como Dinh Trong, Oseni y la salida del delantero naturalizado Hoang Vu Samson junto con la densa competencia al tener que competir en paralelo en 3 frentes. La diferencia es la V-League 1, la Copa Nacional y la Copa AFC, sobre todo por el ascenso del nuevo club potencia, el Ho Chi Minh City. El líder incorporó al centrocampista Dinh Tien Thanh, procedente del Thanh Hoa, al delantero francés Papa Ibou Kébé y al centrocampista iraní Sajjad Moshkelpour. Sin embargo, el equipo dejó escapar constantemente el marcador en los últimos minutos ante rivales inferiores como Hoang Anh Gia Lai, Sanna Khanh Hoa Bien Vietnam o incluso ante el rival directo por el campeonato, el Ho Chi Minh City. Pero una espectacular racha en las siguientes jornadas ayudó al equipo a abrirse paso y ganar en la ronda 24 contra Song Lam Nghe An en el Estadio Vinh para coronarse 2 rondas antes.
En la Copa AFC 2019, el equipo pasó la fase de grupos con el primer lugar en el Grupo F y luego superó a Ceres-Negros, Becamex Binh Duong, Altyn Asyr a su vez y fue eliminado ante el 4.25 Sports Club debido a la regla del gol fuera de casa. Con 5 campeonatos de la V-League, el equipo de se ha convertido en el equipo que más veces ha ganado la V-League desde que el campeonato nacional se profesionalizó oficialmente en la temporada 2000-2001. En la arena de la Copa Nacional, el equipo púrpura venció sucesivamente a Hong Linh Ha Tinh, Duoc Nam Ha Nam Dinh y ganó 3-0 al Ho Chi Minh City. En la final, a pesar de tener que jugar a domicilio y en malas condiciones meteorológicas debido a la influencia de una tormenta, pero con la valentía y la clase del gran equipo y el oportuno brillo de las estrellas, los goles de Van Quyet e Ibou Kébé ayudaron al equipo morado a superar a Quang Nam y ganar la Copa Nacional de 2019, sumando así el único título que le faltaba tras muchas citas incumplidas.

## Uniforme

### Indumentaria y patrocinador
| Período       | Proveedor |
| ------------- | --------- |
| 2011-2020     | Kappa     |
| 2021-presente | Jogarbola |

| Período       | Patrocinador |
| ------------- | ------------ |
| 2007 - 2013   | T&T Group    |
| 2014-2016     | BSH          |
| 2017-2019     | SCG          |
| 2020-2021     | Vinawind     |
| 2022-presente | BaF Meat     |

## Palmarés
| Competición nacional (14 títulos)    | Títulos                            | Subcampeonatos                   |
| ------------------------------------ | ---------------------------------- | -------------------------------- |
| V-League 1 (6)                       | 2010, 2013, 2016, 2018, 2019, 2022 | 2011, 2012, 2014, 2015, 2020 (5) |
| Copa de Vietnam (3)                  | 2019, 2020, 2022                   | 2012, 2015, 2016 (3)             |
| Supercopa de Vietnam (4)             | 2010, 2018, 2019, 2020             | 2013, 2015, 2016 (3)             |
| V-League 2 (0)                       |                                    | 2008 (1)                         |
| Segunda Liga Nacional de Vietnam (1) | 2007                               |                                  |

## Participación en competiciones de la AFC
| Temporada | Torneo               | Ronda                | Club               | Casa | Visita  |
| --------- | -------------------- | -------------------- | ------------------ | ---- | ------- |
| 2011      | Copa de la AFC       | Fase de grupos       | Muanthong United   | 0-0  | 0-4     |
| 2011      | Copa de la AFC       | Fase de grupos       | Victory SC         | 2-0  | 1-0     |
| 2011      | Copa de la AFC       | Fase de grupos       | Tampines Rovers FC | 1-1  | 1-3     |
| 2014      | AFC Champions League | 1                    | Pune               |      | 3–0     |
| 2014      | AFC Champions League | 2                    | Muangthong United  |      | 0–2     |
| 2014      | AFC Cup              | Fase de grupos       | Maziya             | 5–1  | 2–1     |
| 2014      | AFC Cup              | Fase de grupos       | Arema              | 2–1  | 3–1     |
| 2014      | AFC Cup              | Fase de grupos       | Selangor           | 1–0  | 1–3     |
| 2014      | AFC Cup              | Segunda ronda        | Nay Pyi Taw        |      | 5–0     |
| 2014      | AFC Cup              | Cuartos de final     | Erbil              | 0–1  | 0–2     |
| 2015      | AFC Champions League | 2.ª clasificatoria   | Persib Bandung     | 4–0  |         |
| 2015      | AFC Champions League | Play-off             | FC Seoul           |      | 0–7     |
| 2016      | AFC Champions League | 2.ª Clasificatoria   | Kitchee SC         | 1–0  |         |
| 2016      | AFC Champions League | Play-off             | Pohang Steelers    |      | 0–3     |
| 2017      | AFC Champions League | 2.ª Clasificatoria   | Kitchee SC         |      | 2–3     |
| 2017      | AFC Cup              | Grupo G              | Ceres–Negros       | 1–1  | 2–6     |
| 2017      | AFC Cup              | Grupo G              | Felda United       | 4–1  | 1–1     |
| 2017      | AFC Cup              | Grupo G              | Tampines Rovers    | 4–0  | 2–1     |
| 2019      | AFC Champions League | 2.ª Preliminar       | Bangkok United     | 1–0  | 1–0     |
| 2019      | AFC Champions League | Playoff              | Shandong Luneng    | 1–4  | 1–4     |
| 2019      | AFC Cup              | Grupo F              | Nagaworld          | 10–0 | 5–1     |
| 2019      | AFC Cup              | Grupo F              | Tampines Rovers FC | 2–0  | 1–1     |
| 2019      | AFC Cup              | Grupo F              | Yangon United FC   | 0–1  | 5–2     |
| 2019      | AFC Cup              | Semifinales de Zona  | Ceres–Negros       | 2–1  | 1–1     |
| 2019      | AFC Cup              | Final de Zona        | Becamex Bình Dương | 1–0  | 1–0     |
| 2019      | AFC Cup              | Semifinal Inter-Zona | Altyn Asyr         | 3–2  | 2–2     |
| 2019      | AFC Cup              | Playoff Final        | April 25           | 2–2  | 0–0 (a) |

## Entrenadores
| Nombre           | País               | Periodo       | Logros |
| ---------------- | ------------------ | ------------- | ------ |
| Triệu Quang Hà   | Bandera de Vietnam | 2006–2009     |        |
| Nguyễn Hữu Thắng | Bandera de Vietnam | 2009          |        |
| Phan Thanh Hùng  | Bandera de Vietnam | 2010–presente |        |

## Clubes afiliados
- Porto

## Equipos Reserva
- U11 Hanoi T&T
- U13 Hanoi T&T
- U15 Hanoi T&T
- U17 Hanoi T&T
- U19 Hanoi T&T
- Hanoi Club (U21 Hanoi T&T)
- T&T V&V FC

## Jugadores

### Jugadores destacados
- Gonzalo Marronkle
- Leonel Felice
- Cristiano Roland
- Lê Công Vinh